# 커튼 클럽
《코튼 클럽》(The Cotton Club)은 미국에서 제작된 프랜시스 포드 코폴라 감독의 1984년 뮤지컬 범죄 드라마 영화이다. 리처드 기어 등이 주연으로 출연하였고 로버트 에번스 등이 제작에 참여하였다.

## 줄거리
1923년 맨해튼 할렘. 조직폭력배 오니 매든이 오른팔 프렌치와 재즈 나이트클럽 "코튼 클럽"을 연다. 이곳 연주자 대다수는 흑인이나 손님은 백인이다.
탭댄스에 재능이 있는 흑인 "샌드맨"은 형 클레이와 함께 공연하다가 홀로서기를 하고, 백인 음악가 "딕시"는 오니에게 도움을 받아 할리우드 영화계 스타가 된다. 폭력단 두목 더치 슐츠가 애인으로 삼은 무용수 비라에게 더치가 반한 와중에 남동생 빈센트는 더치 밑에 들어가 프렌치를 인질로 삼는데...

## 출연
- 리처드 기어 - 마이클 "딕시" 드와이어 역
- 그레고리 하인스 - 델버트 "샌드맨" 윌리엄스 역
- 다이앤 레인 - 비라 시서로 역
- 로넷 매키 - 라일라 로즈 올리버, 가수, 샌드맨의 애정 상대 역
- 밥 호스킨스 - 오니 매든 역
- 제임스 리마 - 더치 슐츠 역
- 니컬러스 케이지 - 빈센트 "매드 도그 콜" 드와이어 역
- 앨런 가필드 - 오토 버먼 역
- 프레드 귄 - 프렌치 디맨지 역
- 궨 버든 - 티시 드와이어 역
- 모리스 하인스 - 클레이턴 "클레이" 윌리엄스, 샌드맨의 형 역
- 줄리언 벡 - 솔 와인스틴 역
- 조 댈러산드로 - 러키 루치아노 역
- 로런스 피시번 - "범피" 로즈, 범죄자 역
- 톰 웨이츠 - 어빙 스타크 역
- 존 P. 라이언 - 조 플린 역
- 글렌 위스로 - 에드 폽키 역
- 제니퍼 그레이 - 팻시 드와이어 역
- 우디 스트로드 - 홈스 역
- 다이앤 버노라 - 글로리아 스완슨 역
- 터커 스몰우드 - 키드 그리핀 역
- 빌 코브스 - 빅 조 아이슨 역
- 로절린드 해리스 - 패니 브라이스 역
- 마크 마골리스 - 찰리 워크먼 역
- 래리 마셜 - 캡 캘러웨이 역

## 기타 제작진
- 공동 제작: 프레드 루스, 실비오 태베트
- 라인 제작: 베리 M. 오즈본
- 협력 제작: 멀리사 프로핏
- 미술: 리처드 실버트
- 의상: 밀레나 카노네로
- 배역: 로이스 플랑코, 그레천 러넬

## 우리말 더빙

### SBS 성우진(1998년 2월 13일)
- 이정구 - 딕시 (리처드 기어)
- 엄주환 - 샌드맨 (그레고리 하인스)
- 장유진 - 비라 (다이앤 레인)
- 문선희 - 라일라 (로넷 매키)
- 황원 - 매든 (밥 호스킨스)
- 장정진 - 더치 (제임스 리마)
- 강구한 - 빈센트 (니컬러스 케이지)
- 유만준
- 홍승옥
- 조동희
- 이종구
- 이봉준
- 윤소라
- 김태웅
- 장호비